# Leith Brodie
Leith Brodie (n. 16 iulie 1986, Kempsey⁠(d), Noul Wales de Sud, Australia) este un înotător ce a reprezentat Australia, medaliat olimpic. A participat la o ediție a Jocurilor Olimpice (2008) în care a câștigat 3 medalii de bronz.